# 할랜드 윌리엄스
할런드 윌리엄스(Harland Williams, 영어 발음: /ˈhɑːrlənd/, 1962년 11월 14일 ~ )는 캐나다의 배우, 스탠드업 코미디언, 작가이다.

## 작품 목록

### 영화 출연
- 덤 앤 더머 (1994)
- 로켓 맨 (1997, RocketMan)
- 투 트러블 (1998)
- 메리에겐 뭔가 특별한 것이 있다 (1998)
- 나인 야드 (2000)
- 프레디 갓 핑거드 (2001)
- 소로리티 보이즈 (2002)
- 13번째 여인 (2005)

### 애니메이션 영화 출연
- 로봇 (2005)
- 로빈슨 가족 (2007)
- 소시지 파티 (2016)

### TV 애니메이션 기획
- 퍼피독 친구들 (2017-23)